# Графиня де Монсоро
«Графиня де Монсоро» — роман Александра Дюма-отца, созданный в соавторстве с Огюстом Маке и опубликованный в 1846 году, вторая часть трилогии о гугенотских войнах. Трагическая история любви графа де Бюсси и Дианы де Меридор, графини де Монсоро, разворачивается на фоне политических интриг во Франции в 1578 году, во время правления Генриха III, трон которого хотят заполучить его родной брат Франсуа, герцог Анжуйский, и Гизы. Дюма описывает (в существенно изменённом виде) Пятую гугенотскую войну и «дуэль миньонов». В 1860 году на основе романа была создана одноимённая пьеса.

## Сюжет
Действие романа начинается во Франции в 1578 году. Страной правит Генрих III Валуа, человек капризный, религиозный, не имеющий талантов к государственным делам. Он окружает себя фаворитами, среди которых выделяются «миньоны» (фр. mignon – фаворит), наиболее заметными из которых являются Келюс, Можирон, Шомберг и д’Эпернон. Миньонам короля противостоят «анжуйцы» — дворяне из свиты герцога Анжуйского, виконт де Рибейрак, д’Антраге и Ливаро. Неформальным лидером «анжуйцев» является блистательный граф де Бюсси, лучший фехтовальщик страны, храбрец-бретёр, поэт и дамский угодник. Франсуа Анжуйский не превосходит брата ни в чём — он также погружен в поиск удовольствий, но, кроме того, в его душе по-прежнему сильна обида на мать и короля, которые лишили его короны: после смерти Карла IX трон должен был перейти к Франсуа, так как Генрих был уже избран королём Польши, но в результате интриг матери старший брат бежал из Польши, чтобы захватить власть во Франции. Кроме того, герцог непопулярен в стране: многие помнят неблагодарность и трусость Франсуа, которую он проявил в деле Ла Моля и Коконнаса, казнённых за участие в его заговоре.
Одним из немногих дельных людей при дворе является королевский шут Шико. Добродушный и остроумный, он обладает государственным умом и дальновидностью. Несмотря на свое несерьёзное положение, Шико имеет огромное влияние на Генриха, которого он считает своим другом, и постоянно ведёт тайные интриги, чтобы поддержать короля. Ему многое позволено, как-то например, чтобы позабавить публику, остроумный шут составил анаграмму к имени Генрих Валуа (Henri de Valois) — Подлый Ирод (Vilain Herodes). Когда-то Шико вёл жизнь, свойственную обычному небогатому дворянину, блестяще владел шпагой и постоянно ввязывался в любовные интриги. В ходе одной из таких интриг Шико стал соперником герцога де Майена, за что и поплатился: герцог не решился рисковать, вызывая на дуэль талантливого фехтовальщика, но приказал толпе своих слуг напасть на Шико и поколотить его палками. Шико не забыл обиды и, получив защиту у молодого короля Генриха, втайне ждёт удобного часа, чтобы отомстить Майену.
Однажды Шико выясняет, что герцог де Гиз (старший брат де Майена), возглавляющий Католическую лигу и очень популярный среди парижан-католиков, готовит государственный переворот. Гизы втягивают в свои интриги Франсуа Анжуйского, и тайно производят помазание его на царство, притворяясь, что собираются отдать престол ему как законному наследнику Генриха. На деле же это обман с целью заручиться поддержкой недалекого Франсуа и получить над ним власть. Помогает в этом Гизам ещё один анжуец — граф де Монсоро. Уверенный в преданности Монсоро, принц выпрашивает для него у короля придворную должность главного ловчего.
На свадьбе Франсуа д’Эспине де Сен-Люка и Жанны, дочери маршала де Бриссака, де Бюсси ссорится с миньонами, и те ночью нападают на него впятером. О предстоящем нападении Бюсси предупреждён де Сен-Люком, вышедшего из числа миньонов по случаю своей женитьбы.
Бюсси не уклоняется от встречи с врагами, храбро защищается, но получает тяжёлое ранение; его спасает только внезапно открывшаяся дверь одного из домов переулка, где идёт бой. Бюсси оказывают помощь прекрасная и таинственная дама, её служанка, а также приглашённый ими лекарь с завязанными глазами. Очнувшись на следующий день на улице, де Бюсси вспоминает красавицу, виденную им то ли наяву, то ли в бреду, и едва придя в себя, бросается на её поиски, в ходе которых сначала встречает лекаря по имени Реми ле Одуэн.
В результате цепи загадочных событий Бюсси находит загадочный дом и его обитательницу — ей оказывается Диана де Меридор. Диана рассказывает, что против своей воли стала объектом страсти герцога Анжуйского и стала жертвой похищения. Граф де Монсоро, также влюбленный в Диану, организовал её побег. Граф был противен Диане, но бесчестье пугало её сильнее, и она приняла его помощь. Монсоро увёз Диану в Париж, и через некоторое время, запугав возможными кознями принца, убедил согласиться на брак с ним. История Дианы и графа Монсоро изобилует странностями, и Бюсси берётся распутать клубок интриг главного ловчего — с тайным желанием освободить от навязанного брака женщину, в которую он уже успел влюбиться.
Тем временем король, скучая, не отпускает де Сен-Люка к жене. Однако благодаря тому же Бюсси, благодарного Сен-Люку за предупреждение о нападении, Жанна проникает во дворец под видом пажа. Молодожены, наконец, воссоединяются. Они решают подшутить над религиозным королём и с помощью духовой трубы изображают «Божий глас», призывающий Генриха покаяться в его грехах. Раскрыв с помощью Шико эту проделку, взбешённый Генрих изгоняет Сен-Люка и Жанну из дворца, и те отправляются в Анжу, где рассчитывают найти приют у подруги детства Жанны. Этой подругой является Диана де Меридор, о судьбе которой Жанна ничего не знает.
По дороге молодые супруги встречают Бюсси, который, не раскрыв им цели своего путешествия, приезжает вместе с ними в Меридор, где находит обезумевшего от горя отца Дианы, уверенного в том, что его дочь погибла, спасаясь от бесчестия. Об этом он узнал от графа Монсоро… Бюсси привозит барона в Париж. Найдя свою дочь живой, барон намерен требовать объяснения у графа Монсоро. Бюсси же хочет сыграть на чувствах Франсуа Анжуйского — принц также убеждён, что Диана погибла, чтобы спастись от его домогательств, он мучается чувством вины. И, по расчету Бюсси, узнав об обмане графа Монсоро — Франсуа поможет Диане и её отцу расторгнуть навязанный девушке брак. Сначала всё идет по плану и, кажется, ничто не может спасти графа Монсоро. Однако Бюсси не знает о миропомазании Франсуа, в котором принимал участие Монсоро, а последний, напротив, в ответ на гневные и справедливые разоблачения герцога Анжуйского начинает шантажировать своего господина. В результате надежды Бюсси и Дианы разбиты — факт брака главного ловчего оглашён при дворе, о его расторжении нет и речи. Убитого горем Бюсси спасает лишь признание Дианы, что она любит только его и не намерена принадлежать своему мужу.
Монсоро, добившийся оглашения своего брака, но встретивший яростное сопротивление Дианы при всех его попытках вступить в права мужа, отправляет жену с отцом обратно в Меридор, подальше от двора и герцога Анжуйского.
Тем временем Шико, ставший при помощи своего дружка-собутыльника монаха Горанфло свидетелем не только миропомазания Франсуа, но и последующего тайного совещания Гизов по вопросу захвата власти, выходит на след адвоката Николя Давида. Этот преданный слуга Майена когда-то участвовал в избиении Шико, а сейчас пытается получить папское одобрение состряпанной им, мэтром Давидом, новой генеалогии Лотарингских принцев, доказывающей права Генриха де Гиза на престол. Между Шико и адвокатом происходит смертельная схватка, в результате которой Николя Давид погибает, а Шико получает в свои руки доказательства измены Гизов.
Затем Шико возвращается в Париж, где пресекает следующий шаг в заговоре лотарингцев — с помощью шута Генрих III перехватывает командование над Католической лигой, а герцога Анжуйского за пособничество Гизам сажает под домашний арест в Лувре. Однако герцогу удается бежать и скрыться в Анжу. Генрих III недальновидно отдаёт приказ об аресте анжуйцев, которых он считает виновниками побега своего брата. Но анжуйцам тоже удается бежать. Объявленные вне закона они намерены поддержать трусливого Франсуа в случае войны с братом. Шико и Екатерина Медичи убеждены, что знают истинного организатора побега герцога Анжуйского — это Генрих Наваррский. Тайно приехавший в Париж по любовным делам зять короля не упускает случая, чтобы помочь братьям Валуа начать войну друг с другом, а если в эту войну ввяжутся и братья Гизы, то это королю Наваррскому будет только на руку. Екатерина Медичи отправляется в Анжу, чтобы помирить сыновей и не допустить исполнения плана Бурбона (тем более, что это действительно он помог сбежать Франсуа).
Бюсси уезжает в Анжу чуть раньше, так как Шико, испытывающий симпатию к благородному дворянину, предупредил его об аресте герцога Анжуйского. Бюсси поселяется в Анжере, в нескольких милях от замка Меридор, и влюблённые начинают регулярно встречаться. Появление в Анжере сначала герцога, а затем и анжуйцев, несколько нарушает спокойствие влюблённых, но свидания продолжаются. Диана становится любовницей Бюсси, а Жанна де Сен-Люк и её муж — поверенными этого романа. Вернувшийся из Парижа Монсоро издали видит свою жену прогуливающуюся с каким-то мужчиной, но не узнаёт Бюсси — он считает, что Диана встречалась с принцем. Граф решает выпытать тайну у «дурачка-миньона» Сен-Люка, но тот, прикинувшись оскорбленным недостойными дворянина распросами, вызывает Монсоро на поединок — с целью освободить Диану от этого негодяя. В тяжёлой схватке Сен-Люк берет верх над графом, и Бюсси получает известие о том, что Монсоро убит. Теперь между влюблёнными нет преград. В этот момент в Анжер прибывает Екатерина Медичи. Под давлением Бюсси, которому нет больше смысла находиться в Анжу, герцог соглашается на предложение матери помириться с братом. Однако, как выясняется, Монсоро не умер от удара Сен-Люка — его случайно спасает Реми ле Одуэн: молодой лекарь остался верен клятве Гиппократа и, несмотря на ненависть к главному ловчему, оказал тому помощь. В результате граф, убежденный, что Сен-Люк действовал по указке герцога Анжуйского, несмотря на слабость после ранения, едет в Париж и насильно везёт с собой жену. Бюсси, чтобы не расставаться с любимой, следует за ними под предлогом того, что выступает послом герцога при дворе короля. При этом граф Монсоро, преисполненный благодарности за свое спасение, приближает к себе Реми ле Одуэна, и полон дружеских чувств к его господину — Бюсси.
На приёме у короля Бюсси подвергается явному оскорблению со стороны четверых миньонов и вызывает их всех на дуэль. Чтобы соблюсти равенство сторон, договариваются, что вместе с Бюсси будут драться трое его друзей-анжуйцев. Для дуэли назначается день, следующий за праздником Святых Даров, пары дерущихся распределяются по жребию. Бюсси достаётся в противники д’Эпернону — самый слабый фехтовальщик из всех миньонов в ужасе от того, что ему предстоит драться с признанным мастером клинка. Д’Эпернон ищет пути спасения.
Тем временем Гизы не оставляют попыток захватить престол. Во время праздника Святых Даров король намерен совершить моление в аббатстве Святой Женевьевы. Прямо в аббатстве Гизы хотят захватить короля, силой вырвать у него отречение от престола, организовать пострижение короля в монахи и провозгласить Генриха Гиза королем. Шико своевременно узнаёт об этих планах и с помощью Горанфло устраивает ловушку: в церковь, где затаились Гизы, под видом короля приходит сам Шико и жестоко разыгрывает заговорщиков. Впрочем, лотарингским принцам удаётся бежать, воспользовавшись тайным ходом. Однако Шико не опечален — ему удаётся отдать должок герцогу Майену: застрявшего в проходе Майена Шико лично отходил палкой в память о былом.
Герцог Анжуйский в силу роковой случайности узнаёт об отношениях де Бюсси и Дианы. Из ревности и страха перед Бюсси, имеющим влияние на анжуйцев, он рассказывает обо всём графу де Монсоро. Граф, будучи отличным бойцом, хочет самостоятельно разобраться с Бюсси, однако герцог отговаривает его, понимая, что Монсоро вряд ли справится с этой задачей. Анжуйский отдает под командование Монсоро двадцать наёмных убийц, и помогает устроить засаду на Бюсси. В подготовке ловушки принимает участие и д’Эпернон, которому терять нечего. Засада организована в доме графа Монсоро, куда Бюсси, уверенный в отъезде графа для подготовки королевской охоты, приходит на свидание с Дианой. Молодой человек застигнут врасплох, ему приходится сражаться с целой армией, возглавляемой оскорбленным Монсоро, жаждущим крови жены и «предателя» Бюсси. Благодаря невероятным усилиям, а также пришедшим к нему на помощь Сен-Люку и Реми Бюсси удается сразить Монсоро и всех нападающих, а также спасти Диану. Однако самому обессилевшему Бюсси уйти не удается: его убивает подручный герцога Анжуйского, явившегося на место бойни в компании с д’Эперноном. Убийство видит уцелевший Сен-Люк.
Утром на месте дуэли Бюсси ждут четверо миньонов и трое анжуйцев. Прибывший Шико сообщает об убийстве Бюсси, и намекает д’Эпернону, что его участие в этом известно. В итоге дуэль происходит между тремя парами участников. Все противники практически равны по силе, ввиду чего дуэль превращается в кровавую мясорубку, где одинаково страдают обе стороны. Две пары из трех гибнут на месте. Тяжело раненный Келюс клянется Антраге в том, что он невиновен в заговоре против Бюсси, и умоляет анжуйца бежать из Парижа, что тот и делает. Но сам Келюс умирает через некоторое время на руках у короля…
После всех произошедших событий король, потерявший своих лучших друзей, проникается ещё большей ненавистью к Франсуа Анжуйскому, которого, впрочем, не карает за убийство Бюсси.
Шико остается при короле, и добивается для своего друга и помощника Горанфло места аббата.
Диана де Монсоро, которую после пережитых потрясений выхаживала Жанна де Сен-Люк, таинственно пропадает из дома своей подруги, и её дальнейшая судьба никому не известна.

## Роман и реальные исторические события и персонажи

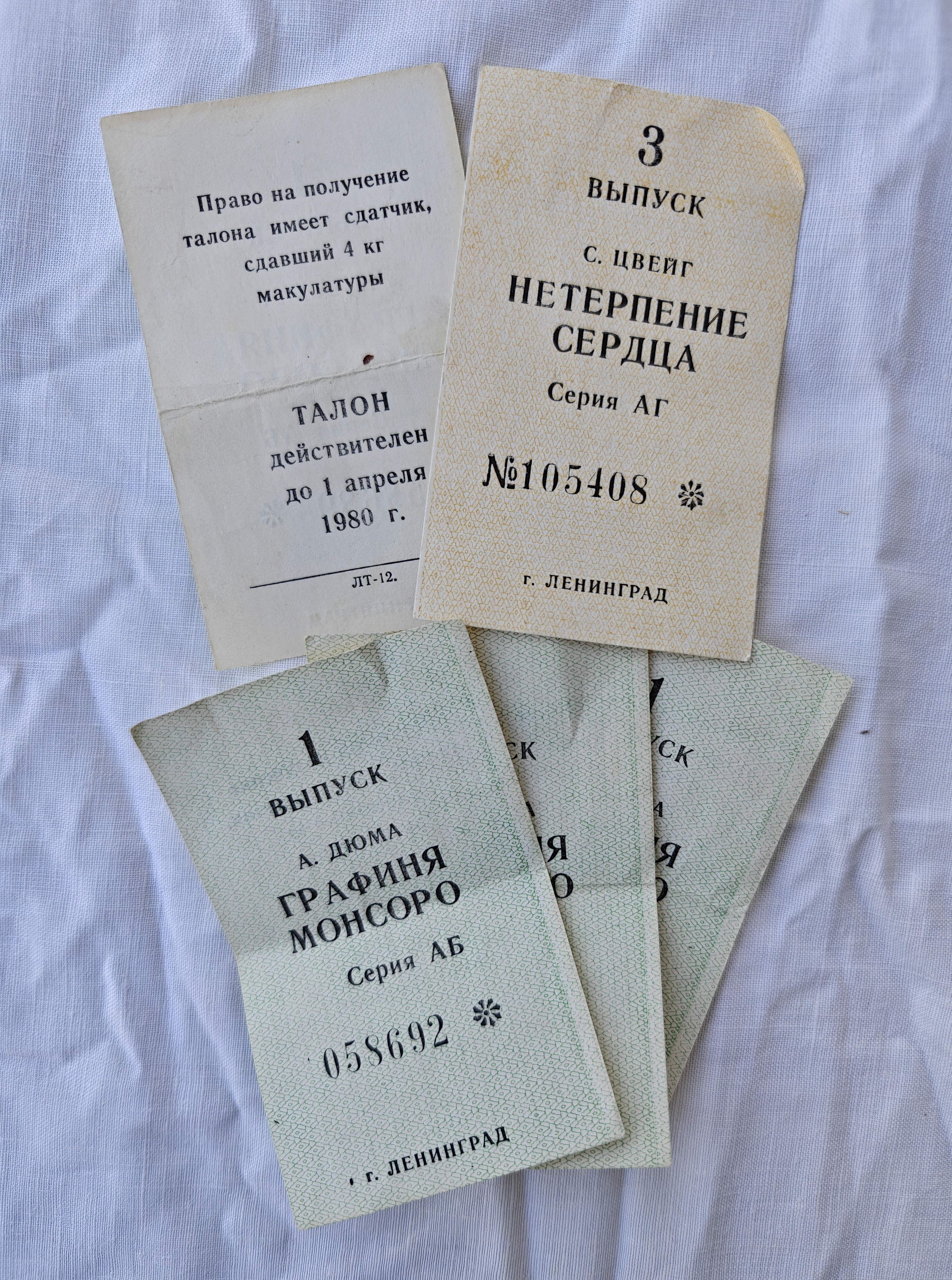
В СССР книгу можно было получить за сдачу макулатуры

Впервые Дюма использовал сюжет о Бюсси и графине де Монсоро в своей ранней пьесе «Двор Генриха III», поставленной на сцене в 1829 году. Роман «Графиня де Монсоро», написанный в 1846 году, сначала выходил в виде отдельных публикаций в газете. Почти все действующие лица романа упоминаются в мемуарах современника описываемых событий Пьера де Бурдейля Брантома (1535—1614), но Дюма по-иному расставил их и многое изменил в поступках и мотивах героев.
Показанная в заключительной сцене романа «дуэль миньонов» в реальности не имела под собой никакой политической подоплёки, а была достаточно заурядной стычкой из-за личных амбиций участвовавших в ней дворян. Лишь необычное развитие событий (подключение секундантов к схватке и реакция короля) сделали из неё значимое историческое событие.
Участники этой дуэли, как и другие упомянутые в романе исторические личности, претерпели под пером Дюма значительные изменения. Шарль де Бальзак, сеньор д’Антраге (1541—1613) в описываемое время выступал против короля на стороне Гизов. Жак де Леви, граф де Келюс (1554—1578) был, как и в романе, фаворитом Генриха III, на «дуэли миньонов» он вместе с Можироном и Ливаро дрался против Антраге, Рибейрака и Шомберга. Реальный Жорж де Шомберг был миньоном Генриха, но выступал на дуэли миньонов в качестве второго секунданта д’Антраге, то есть, условно, на стороне «гизаров», и дрался с таким же, как он сам, миньоном Ливаро; Дюма поставил его на более естественную для его положения сторону. Ещё один из миньонов, Жан-Луи де Ногаре де ла Валетт, герцог д’Эпернон (1554—1642), в реальности вовсе не имел отношения к этой дуэли; показанный у Дюма как трусоватый и подлый, в действительности, согласно де Бурдейлю, он был галантным и храбрым дворянином. Ещё один реальный исторический персонаж, попавший в роман — фаворит Генриха III, превосходный фехтовальщик Франсуа д’Эпине де Сен-Люк, барон де Кревкер (1554—1597); он пользовался милостью и при Генрихе IV, который назначил его губернатором Бретани.
В реальной дуэли миньонов погибли трое: Рибейрак, Можирон и Шомберг. Д’Антраге отделался царапиной на руке, Ливаро был тяжело ранен, но оправился и погиб несколькими годами позже, на очередной дуэли. Келюс получил 19 ранений, стараниями короля выжил и пошёл на поправку. Но через месяц после дуэли он неосторожно решил прокатиться на лошади; раны открылись, и граф умер на руках короля, который сочинил в его честь эпитафию, начинавшуюся словами: «Он принял честь, но не бесчестье».
Луи де Клермон, сеньор де Бюсси д’Амбуаз (1549—1579), фаворит герцога Анжуйского, в 1576 году ставший губернатором провинции Анжу, незадолго перед тем подаренной герцогу, в реальности не имел к дуэли миньонов никакого отношения и погиб годом позже. При этом обстоятельства его гибели близки к описанным в романе: его заманил в ловушку и убил Шарль де Шамб, граф де Монсоро, узнавший, что Бюсси является любовником его жены. Дюма сильно изменил и историю, и образы героев: реальный де Бюсси отнюдь не был безупречным рыцарем (в Варфоломеевскую ночь он убил нескольких своих родственников, получив в результате значительное наследство), а реальный Монсоро — исчадием зла, добившимся жены силой (на самом деле история его брака вполне заурядна). Реальный де Бюсси не был графом, он был старшим сыном Жака де Клермона, барона де Бюсси д’Амбуаз (1525—1587) и по праву майората мог унаследовать отцовский титул.

## Экранизации
- «Графиня де Монсоро» / La signora di Monsoreau — 1909 год, Италия, режиссёр Марио Казерини
- «Графиня де Монсоро[итал.]» — 1913 год, Франция, режиссёр Морис Турнёр
- «Графиня де Монсоро[фр.]» — 1913 год, Франция, режиссёр Эмиль Шотар[англ.], в главной роли Мари-Луиза Дерваль
- «Графиня де Монсоро[фр.]» — 1923 год, Франция, режиссёр Рене Ле Сюмптьер[фр.], в главной роли Женевьева Феликс[фр.]
- «Графиня де Монсоро» — 1971 год, (телесериал) Франция, режиссёр Янник Андреи, в главной роли Карин Петерсен
- «Графиня де Монсоро» — 1997 год, Россия (телесериал), режиссёр Владимир Попков, в главной роли Габриэлла Мариани
- «Графиня де Монсоро» — 2008 год, Франция, режиссёр Мишель Хассан, в главной роли Эстер Нубиола